# Da ladro a poliziotto
Da ladro a poliziotto (Blue Streak) è un film del 1999 diretto da Les Mayfield.
Il film debuttò nelle sale il 17 settembre 1999 ed incassò ben 117,7 milioni di dollari (di cui 60 soltanto in Nord America, dove infatti arrivò al primo posto nelle classifiche) a fronte d'un budget di 36. Tra il 2000 ed il 2003 si cominciò a parlare della realizzazione d'un seguito ma alla fine, per vicessitudini varie, il progetto venne cancellato dalla Columbia Pictures.
Anche la colonna sonora ebbe molto successo e, in seguito alla sua pubblicazione come album autonomo, vinse il disco di platino. Vi sono infatti brani di artisti come Ja Rule, Jay-Z, Kelly Price e altri. La canzone principale del film è Girl's best friend di Jay-Z, che guadagnò grazie ai tanti passaggi alla radio ed alla televisione.
Il film è stato girato in California. La prima è avvenuta negli studi della Sony Pictures Entertainment situati a Culver City.

## Trama
Una banda di ladri formati da Miles Logan, Tulley, Deacon ed Eddy sta per rubare un grosso diamante. Tulley fa da palo in macchina, Deacon disinserisce l'allarme ed Eddy e Miles entrano nell'edificio dove si trova il minerale. I due entrano nei condotti d'aerazione per non venire ripresi dalle telecamere. Arrivati davanti alla cassaforte trapanano la chiusura e tagliano i fili interni per far scattare la serratura. Mentre Miles apre la cassaforte Eddy torna da Deacon. Appena arrivato, Deacon gli punta addosso una pistola, dicendo che il valore del diamante (17 milioni) lo attira troppo, e gli spara facendolo cadere dal tetto su una macchina della polizia di cui Tulley non si era accorto. Tulley decide di scappare in macchina. Deacon avverte Miles che iniziavano ad arrivare molti agenti, così quest'ultimo scappa in tutta fretta dall'edificio riuscendo a evitare le guardie di sorveglianza. Arrivato sul tetto trova Deacon che lo minaccia con una pistola chiedendogli di dargli il diamante. Miles è allibito, e dopo che il traditore gli prende un sacchetto credendo che dentro ci sia la pietra scappa nel cantiere adiacente con una fune. Appena arrivano anche gli elicotteri, tenta di farlo anche Miles che si vede bloccare la strada dal suo ex-complice accortosi dell'inganno. Per riuscire a scappare taglia la fune andando a finire al piano inferiore del cantiere. Deacon cerca di raggiungerlo, ma il ladro ha fatto in tempo a entrare nei condotti d'aerazione senza farsi vedere. Avendo paura di essere preso Deacon scappa, mentre Miles attacca il diamante con del nastro adesivo all'interno del condotto per far sì che anche se lo prendessero potesse recuperarlo in un secondo momento. Appena esce dai condotti un cane si accorge di lui e viene arrestato. Prima di venir portato via legge 3º piano nel condotto e l'incrocio dove si trova in cantiere: Grand Av - 5th Street e vede anche il cadavere di Eddy sopra una macchina della polizia. Viene condannato a due anni di carcere.
Dopo essere uscito di prigione il primo pensiero di Miles è andare a trovare la sua ragazza, che l'ha lasciato perché non ha accettato la sua vita da delinquente che lei non conosceva. Dopodiché torna subito a riprendere il diamante a quello che un tempo era un cantiere e che ora è diventato un dipartimento di polizia. Miles non sa come comportarsi in questo caso e, vedendo che un ragazzo stava portando un pranzo a domicilio agli agenti, gli viene l'idea di travestirsi da uomo delle pizze per consegnarne tre al terzo piano, dove si occupano di rapine e omicidi. Ma all'ingresso lo fermano in quanto non è presente nessuna pizza nel registro giornaliero delle ordinazioni. Per evitare di lasciare al poliziotto all'ingresso le pizze e per guadagnare tempo prova a prolungare il discorso, quando vede che un agente sta entrando all'interno del dipartimento e, con la scusa di far consegnare le pizze a lui, gli sfila il tesserino di riconoscimento dalle mani e se ne va.
Grazie ad un suo amico specializzato in falsificazioni, Lou, riesce a procurarsi un tesserino falso basato su quello rubato e un curriculum da detective appena trasferito. Torna al dipartimento e proprio quando sta per entrare in un condotto d'aerazione per recuperare il diamante viene interrotto da un delinquente che è riuscito a farsi togliere le manette da un agente. Miles lo ferma, quindi attira l'attenzione su di lui, spacciandosi per un fantomatico agente di nome Malone. Il tenente Rizzo gli chiede il curriculum e lo assegna all'agente Carlson, appena promosso e ancora inesperto. I due arrivano da Frank, un uomo che dice di aver subito il furto di 36 cerchioni da 5.000 dollari ricostruendo anche la dinamica del furto. Malone a questo punto però distrugge la sua teoria in quanto poco realistica dal suo punto di vista, e sospettando che Frank volesse frodare l'assicurazione apre il suo camion con dentro i cerchioni di cui aveva denunciato il furto, così Carlson è ancora più convinto della bravura di Malone.
Durante il viaggio di ritorno si trovano davanti a un incidente stradale e, non ritenendolo importante, Malone entra in un minimarket per comprare delle aspirine. Poco dopo arriva un rapinatore che ingaggia una sparatoria con il commesso. Tenendo il rapinatore sotto tiro Malone dice la frase La calma è tutto che usa molto spesso, così il rapinatore si volta e rivela essere Tulley, il suo ex-collega. Tulley esce dalla porta sul retro e Malone decide di parlare con lui, e lo convince ad arrendersi in cambio di una notte in galera e 20.000 dollari. Appena tornati alla centrale Miles viene nominato capo-detective dal tenente Rizzo.
Dopo essere entrato nel condotto d'aerazione Miles scopre che il diamante si è staccato dal nastro adesivo a causa di un allagamento dovuto a lo scoppio di un tubo dell'acqua calda. Nel frattempo Deacon va da Lou, e capisce gli scopi di Miles. Miles scopre che l'acqua ha portato il diamante sopra la grata della stanza dei reperti, quando Carlson gli dice che il suo numero di distintivo non esiste. Per non insospettirlo Malone gli dice di essere un ispettore degli affari interni infiltrato per scoprire delle corruzioni. Quando sta per recuperare il diamante Miles viene informato da Rizzo che deve andare a indagare su un pezzo da museo rubato da un ufficio doganale. Appena arrivati sul posto però lui, Carlson e Glenfiddish, un altro suo collega, vengono mandati via dall'FBI.
Miles ovviamente, data la sua vita da delinquente, sa che chi ha fatto il furto in realtà cercava la droga, seguendo un vecchio trucco secondo il quale viene mischiata in altre cose, per poi venir fatta sparire prima di arrivare alla dogana. Con un intervento dall'aria individuano un camion che potrebbe contenere l'eroina. Difatti i tre fermano il camion contenente la droga che viene portata nella stanza dei reperti e tre spacciatori che vengono arrestati. Miles approfitta della scusa di andare a cercare prove nella droga per prendere il diamante, che a causa di uno spavento di Miles, cade nella cassa con l'eroina, che deve essere immediatamente spostata dagli agenti dell'FBI. Miles per ottenere più tempo per recuperare il diamante organizza una trappola per Jean LaFleur, uno dei più grossi spacciatori d'America. Dopodiché fa evadere Tulley di prigione mantenendo la promessa fatta.
Arrivati dallo spacciatore entrano in scena anche Deacon e Tulley che pretendono il diamante ormai ritornato nelle mani di Miles. LaFleur sta per scoprire Miles, quando l'FBI e la polizia fanno irruzione e arrestano lo spacciatore e Tulley, che viene trovato con dell'eroina che si era appena messo addosso. Deacon invece riesce a fuggire, ma viene inseguito e fermato da Miles, che dopo averlo disarmato lo ammanetta a un camion per farlo arrestare dalla polizia Messicana. Dato che Deacon sta per sparargli a tradimento, Miles si gira e lo uccide.
Per spiegare chi era, dato che è venuto a galla che non era né un poliziotto, né un agente dell'FBI, né un ispettore degli affari interni, si spaccia per un agente messicano; ma Carlson rivela di aver capito la sua vera identità.  Miles saluta Carlson e Hardcastle, che lo lasciano fuggire in Messico.

## Colonna sonora
1. Girl's Best Friend - Jay-Z
2. Criminal Mind - Tyrese
3. Damn (Should've Treated U Right) - So Plush featuring Ja Rule
4. While You Were Gone - Kelly Price
5. I Put You On - Keith Sweat
6. Blue Diamond - Raekwon
7. Get Away - TQ featuring Krayzie Bone
8. Rock Ice - Hot Boys
9. Na Na Be Like - Foxy Brown
10. Gimme The Money - Rehab
11. Da Freak - Da Shortiez
12. Please Don't Forget About Me - Ruff Endz
13. All Eyes On Me (Revisiting Cold Blooded) - Strings
14. Playboy Like Me - Playa

## Slogan pubblicitari
- He's a Cop That's Not. Believe That!
- The bad boy is back... in the hip, high voltage action comedy!
- To cop the loot - he became one!
- He's a cop that's not.

## Curiosità
- Nell'anime Occhi di gatto c'è un episodio, Un nascondiglio sicuro, che presenta una trama molto simile a quella di questo film: anche lì un ladro appena uscito di prigione scopre che il luogo in cui aveva nascosto la sua refurtiva prima di essere arrestato è diventato un commissariato di polizia.

## Riconoscimenti
- Colonna sonora disco di platino.